# Lamasón
Lamasón település Spanyolországban, Kantábria autonóm közösségben. Lamasón Herrerías, Rionansa, Cabezón de Liébana, Cillorigo de Liébana, Peñarrubia és Peñamellera Baja községekkel határos. Lakosainak száma 246 fő (2024).

## Népesség
A település népessége az elmúlt években az alábbi módon változott:
| Lakosok száma | 379  | 363  | 322  | 318  | 303  | 294  | 302  | 272  | 258  | 246  |
|               | 2001 | 2004 | 2007 | 2009 | 2012 | 2014 | 2017 | 2019 | 2022 | 2024 |